# Útlevél

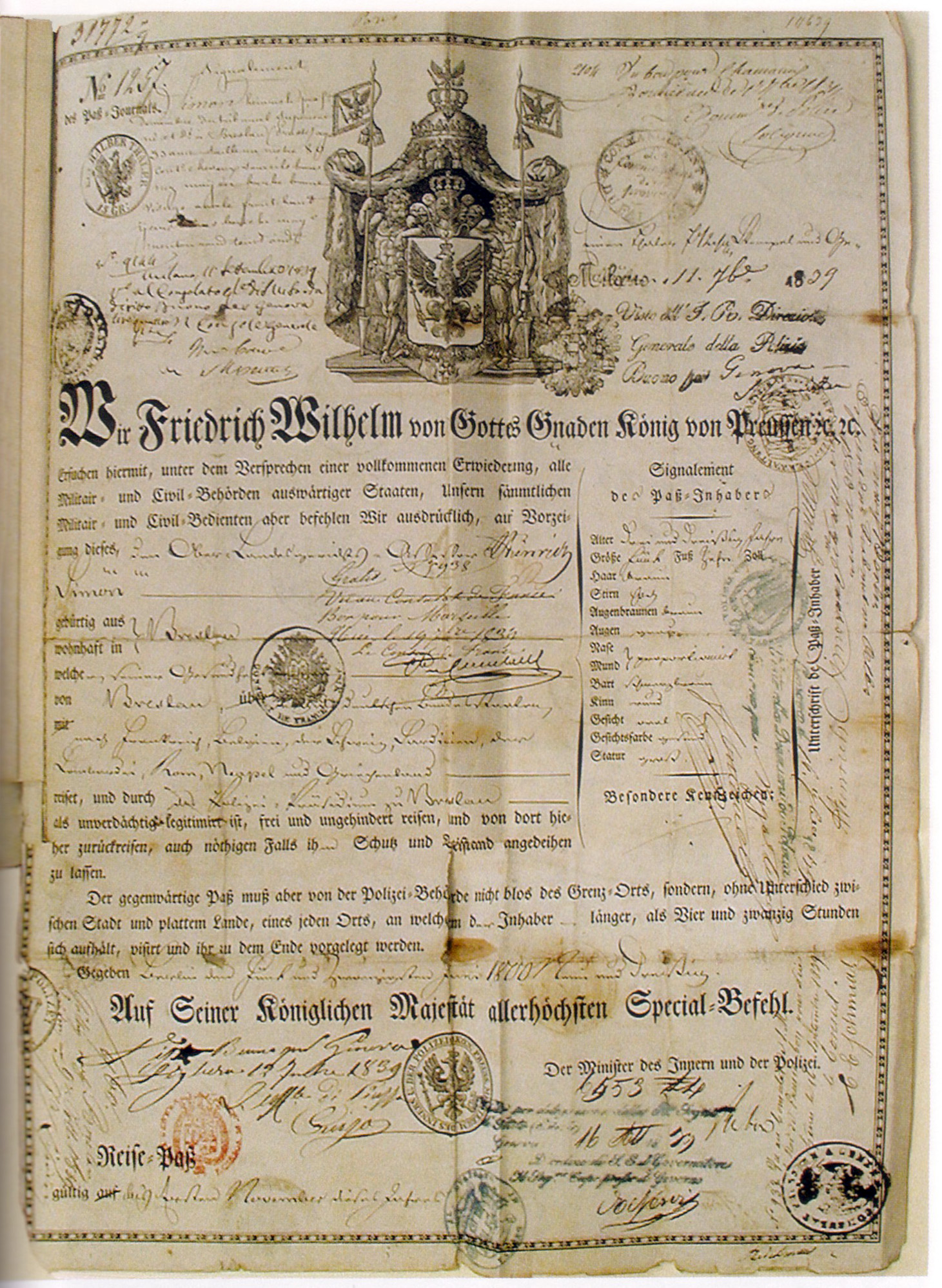
Porosz útlevél 1839-ből

Az útlevél (régiesen passzus, utazólevél) utazási okmány, amit az állam állítja ki polgárai részére, külföldi utazás céljából. A külföldi tartózkodás alatt a személyazonosság, valamint az ott-tartózkodás jogosságának igazolására is szolgál. 
A legtöbb ország többfajta útlevelet állít ki, mint pl. ideiglenes útlevél vagy útlevél több oldallal sokat utazóknak. A legtöbb útlevél a személyi és állampolgársági adatok mellett üres oldalakat is tartalmaz, ahová hatósági bejegyzéseket: vízumokat és pecséteket – amelyeket be- és kiutazáskor adnak – lehet elhelyezni.

## Története
Már az ókorból ismeretes az a gyakorlat, amikor egyes uralkodók a szomszédos vagy távolabbi országok uralkodóihoz, hatóságaihoz címzett levéllel, irattal látták el alattvalójukat annak érdekében, hogy számára a biztonságos áthaladás lehetőségét kérjék.
Az útlevelek szabályozásának, mai gyakorlatának alapjai a 18. század végétől alakultak ki Európában. Franciaországban 1792-ben, Németországban 1867-ben, Magyarországon 1903-ban kodifikálták az erre vonatkozó gyakorlatot.

## A magyar útlevél
A magyar útlevél az állam tulajdonát képező hatósági igazolvány, amely birtokosának személyazonosságát és állampolgárságát, valamint a világ összes országába utazásra, illetőleg hazatérésre való jogosultságát hitelesen igazolja.
Az útlevél érvényessége meghatározott időtartamra szól, az állampolgárnak az útlevél iránti kérelem benyújtásakor betöltött életkorától függően.
Az útlevelek kiadására, visszavonására, az utazás engedélyezésére avagy korlátozására feljogosított közigazgatási szervet útlevélhatóságnak nevezzük.
Ezek a következők:
- Kormányhivatalok
- külügyminiszter
- konzuli tisztviselő

Az útlevelek típusai:
- magánútlevél
  - (állandó) magánútlevél
  - második magánútlevél
  - ideiglenes magánútlevél
- hivatalos útlevél
  - szolgálati útlevél
  - hajós szolgálati útlevél
- külügyi szolgálati útlevél
- diplomata-útlevél

### Az útlevél tartalma

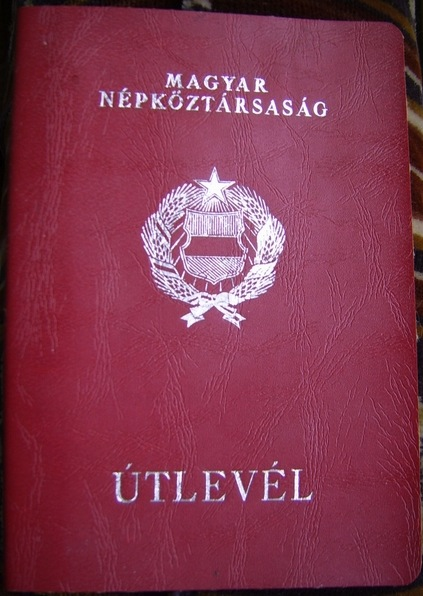
Csak szocialista országokba érvényes magyar útlevél 1972-ből

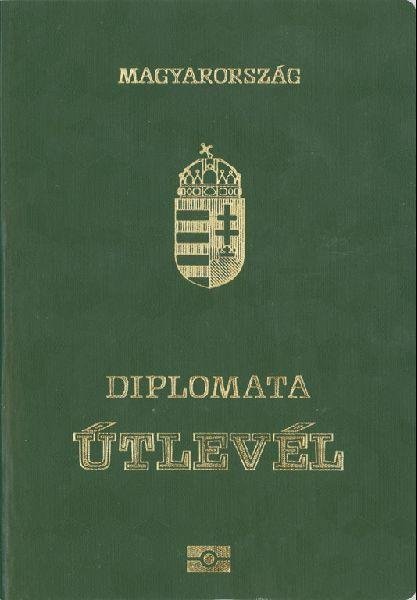
Magyar diplomata útlevél, 2016

Az állampolgár családi és utóneve, születési családi és utónevét, születési helyét idejét, nemét, állampolgárságát, arcképmását és saját kezű aláírását.
Tartalmazza továbbá az útlevél típusát, számát, kiállításának keltezését, érvényességi idejét, a kiadó magyar állam kódját, a kiállító hatóság nevét.
Tartalmazza tovább a fenti adatokból képzett, az állampolgár és az útlevél azonosítását lehetővé tévő, gépi olvasásra alkalmas adatsort.

### Európai útlevél
A Magyar Köztársaság 2006. augusztus 29-től megkezdte a digitális arcképmást hordozó, 2009. június 28-tól pedig a digitális ujjnyomat adatokat is hordozó chippel ellátott biometrikus útlevelek kiadását.

#### Megjelenése
Az európai uniós útlevelek (e-útlevél) közül a magán-, a szolgálati, a külügyi szolgálati és a hajós szolgálati útlevelek borítói burgundi vörös színűek, míg a diplomata útlevél borítójának a színe zöld. Aranyozott felirattal rendelkeznek, a fedőlapon az "Európai Unió" felirat és a chip jelenlétére utaló nemzetközi jelzés található. Az új e-útlevél 32 számozott oldalból áll. Ebbe nem számít bele az adatlap, amelyen a személy magánadatai találhatóak. Ez a magyar útlevélben egy műanyag lap amely a személyi adatok mellett a személy digitális arcképmását és aláírását is tartalmazza.

### Biztonsági tulajdonságok

#### Biometrikus azonosító
Az ICAO 1997 óta elektronikusan kiolvasható, biometrikus tulajdonságokkal rendelkező úti okmány bevezetésével foglalkozott. Az ENSZ javaslata 2003 óta a tagállamok az utazási dokumentumok tulajdonosának biometrikus adatainak tárolását szorgalmazza. A használandó technika feltételei az univerzális felhasználhatóság, egyformaság, technikai megbízhatóság, hasznosság és tartósság voltak. Ezek a feltételek a kontaktmentes chip (RFID) használatához vezettek, amelyen a személy elektronikus tárolt képe mellett az ujjlenyomat és az íriszminta is tárolható.
2004. december 13-án az Európai Unió Tanácsa – az USA nyomására – eldöntötte a tagállamok útleveleinek a tulajdonos géppel olvasható biometrikus adataival való ellátását.

## Illetékek Magyarországon
Magyarországon az úti okmányok kiadásával kapcsolatos eljárás illetéke 2017. március 16-tól a következő:

„Az úti okmányok kiadásával kapcsolatos eljárás illetéke
1. A magánútlevél, a szolgálati és hajós szolgálati útlevél kiadásának illetéke 7500 forint, ha a magánútlevél érvényességi ideje 10 év, 14 000 forint. A kérelem benyújtásának időpontjában 18. életévét be nem töltött személy magánútlevelének, az 1 évi érvényességgel kiállított magánútlevél, szolgálati és hajós szolgálati útlevél, valamint a menekültként elismert személyek kétnyelvű úti okmánya kiadásának illetéke 2500 forint.

1a. A kérelem benyújtásának időpontjában

a) három vagy több kiskorú gyermeket háztartásában nevelő törvényes képviselő esetén a kiskorú gyermek magánútlevele kiadásának illetéke 500 forint;

b) két kiskorú gyermeket háztartásában nevelő törvényes képviselő esetén a kiskorú gyermek magánútlevele kiadásának illetéke 1250 forint.

2. A második magánútlevél kiadásának illetéke az 1. pontban meghatározott mértékek kétszerese.

3. A magánútlevél, valamint a második magánútlevél soron kívüli kiállításáért az 1-2. pontban meghatározott mértékű illetéket, valamint jogszabályban meghatározott igazgatási szolgáltatási pótdíjat kell fizetni.

4. A magánútlevél, valamint a második magánútlevél sürgősségi kiállításáért az 1-2. pontban meghatározott mértékű illetéket, valamint jogszabályban meghatározott igazgatási szolgáltatási pótdíjat kell fizetni.

5. A magánútlevél, valamint a második magánútlevél azonnali kiállításáért az 1-2. pontban meghatározott mértékű illetéket, valamint jogszabályban meghatározott igazgatási szolgáltatási pótdíjat kell fizetni.

6. A határátlépési engedély kiadásának illetéke 1500 forint.

7. Illetékmentes

a) a diplomata-útlevél,

b) a külügyi szolgálati útlevél,

c) a határátlépési igazolvány,

d) az úti okmány cseréje, amennyiben arra azért kerül sor, mert az úti okmány biometrikus azonosítót tartalmazó tároló eleme nem tartalmazza vagy hibásan tartalmazza a törvényben meghatározott adatokat,

e) a 65. életévét betöltött személy magánútlevele.

8. Az elveszett, megsemmisült, továbbá - a 7. pont d) alpontjában meghatározott eset kivételével - a megrongálódott és utazásra alkalmatlanná vált úti okmány helyett kiállított új úti okmány kiadásának illetéke az 1-2., valamint 6. pontban meghatározott illeték kétszerese.

9. Az elveszett, megsemmisült, továbbá - a 7. pont d) alpontjában meghatározott eset kivételével - a megrongálódott és utazásra alkalmatlanná vált magánútlevél és második magánútlevél helyett soron kívüli, sürgősségi, illetve azonnali eljárás keretében kiállított új úti okmány kiadásáért az 1-2. pontban meghatározott illeték kétszeresének megfelelő illetéket és jogszabályban meghatározott mértékű igazgatási szolgáltatási pótdíjat kell fizetni.

10. Az úti okmányban történő idegen nyelvű bejegyzésért - az 1. és 2. pontban meghatározott illetéken felül - 2000 forint illetéket kell fizetni.

11. Az útlevél kiállítására irányuló hatósági eljárásban benyújtott fellebbezés illetéke 5000 forint.”

## Érvényesség
Az útlevelek érvényessége országoktól függ, általában 5 és 10 év között mozog.

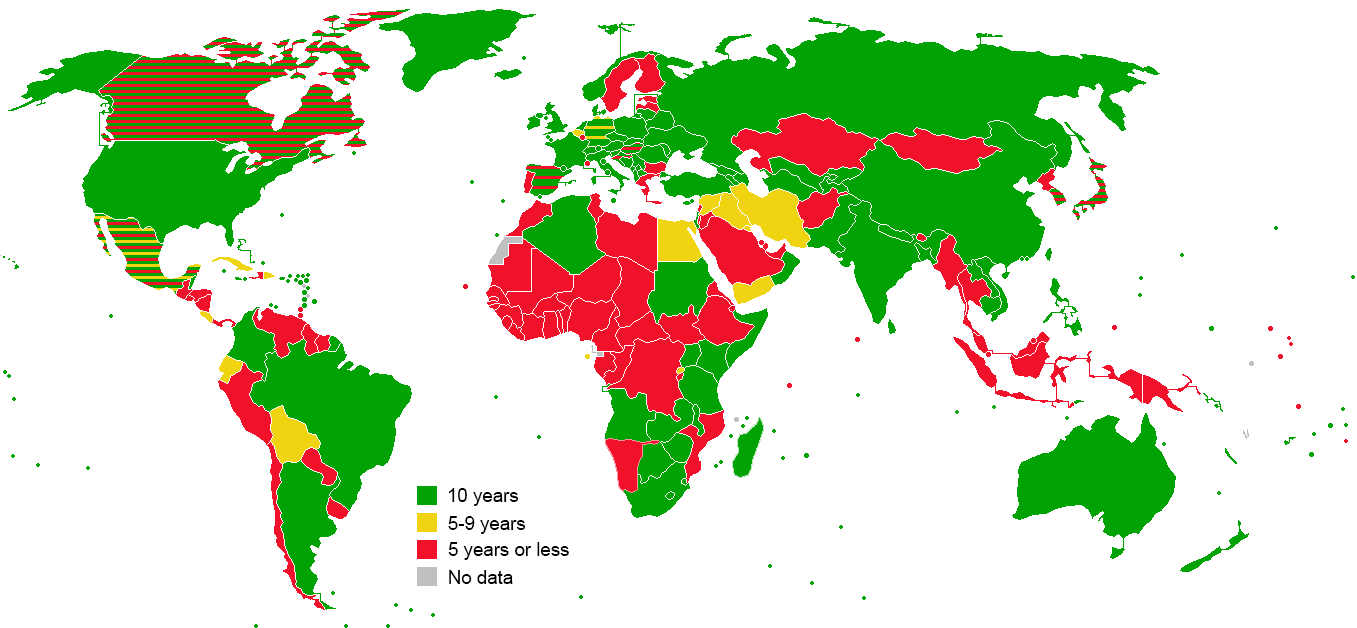
Útlevelek érvényessége

Több országban az érkezéstől számítva 6 hónapig érvényes útlevéllel kell rendelkezni, és egy vagy két üres oldalnak kell lenni az útlevélben. Ezen államok: Afganisztán, Algéria, Bhután, Botswana, Brunei, Comore-szigetek, Elefántcsontpart, Ecuador, Egyiptom, Fidzsi-szigetek, Fülöp-szigetek, Guyana, Indonézia, Irán, Irak (kivéve az alábbi reptereket, ahol az érkezést követő 3 hónapig is elég: Baszra, Erbíl és Sulajmanija), Izrael, Kambodzsa, Kelet-Timor, Kenya, Kínai Köztársaság, Laosz, Madagaszkár, Malajzia, Marshall-szigetek, Mianmar, Namíbia, Nicaragua, Nigéria, Omán, Palau, Pápua Új-Guinea, Ruanda, Saint Lucia, Salamon-szigetek, Salvador, Srí Lanka, Suriname, Szamoa, Szaúd-Arábia, Szingapúr, Tanzánia, Tonga, Törökország, Tuvalu, Uganda, Vanuatu, Venezuela, és Vietnám.

## Forrás
- ↑ Diplex: Hajdu, Gyula (szerk). Diplomáciai és nemzetközi jogi lexikon, Második, teljesen átdolgozott kiadás, Budapest: Akadémiai (1967)

## Kapcsolódó szócikk
- Állatútlevél